# TXNL4B
TXNL4B (англ. Thioredoxin like 4B) – білок, який кодується однойменним геном, розташованим у людей на короткому плечі 16-ї хромосоми. Довжина поліпептидного ланцюга білка становить 149 амінокислот, а молекулярна маса — 17 015.
| 10         |  | 20         |  | 30         |  | 40         |  | 50         |
| ---------- |  | ---------- |  | ---------- |  | ---------- |  | ---------- |
| MSFLLPKLTS |  | KKEVDQAIKS |  | TAEKVLVLRF |  | GRDEDPVCLQ |  | LDDILSKTSS |
| DLSKMAAIYL |  | VDVDQTAVYT |  | QYFDISYIPS |  | TVFFFNGQHM |  | KVDYGSPDHT |
| KFVGSFKTKQ |  | DFIDLIEVIY |  | RGAMRGKLIV |  | QSPIDPKNIP |  | KYDLLYQDI  |

A: Аланін

C: Цистеїн

D: Аспарагінова кислота

E: Глутамінова кислота

F: Фенілаланін

G: Гліцин

H: Гістидин

I: Ізолейцин

K: Лізин

L: Лейцин

M: Метіонін

N: Аспарагін

P: Пролін

Q: Глутамін

R: Аргінін

S: Серин

T: Треонін

V: Валін

Задіяний у таких біологічних процесах, як процесинг мРНК, сплайсинг мРНК, клітинний цикл. 
Локалізований у ядрі.